# Lamberto Bava
Pour les articles homonymes, voir Bava.
Lamberto Bava, né le 3 avril 1944 à Rome, est un réalisateur, scénariste, acteur et producteur de cinéma italien, principalement actif dans les genres de l'épouvante et du fantastique. 
Lamberto Bava a commencé à travailler comme assistant réalisateur pour son père Mario Bava. Lamberto a coréalisé avec son père le téléfilm La Vénus d'Ille en 1979 et il a réalisé l'année suivante son premier long métrage en solo, Baiser macabre. Bava continue à travailler dans les années 1980 en collaborant notamment avec Ruggero Deodato puis avec Dario Argento sur des films tels que Démons. Après 1990, le travail de Bava s'exprime principalement via la télévision, avec notamment la série La Caverne de la rose d'or, l'une des séries italiennes les plus connues internationalement de la décennie 1990.
Lamberto Bava a signé quelques-uns de ses films d'épouvante sous le pseudonyme de John Odd Jr.

## Biographie
Lamberto Bava est né à Rome le 3 avril 1944. Depuis des générations, sa famille travaille dans le cinéma et surtout dans la réalisation : son grand-père, Eugenio Bava, était cadreur et chef opérateur, tandis que son père, Mario Bava, est l'un des principaux réalisateurs du cinéma d'épouvante italien et il a largement influencé l'évolution du genre à l'étranger. Lamberto a commencé par assister son père en 1965 sur le tournage de La Planète des vampires. Lamberto a ensuite collaboré avec son père sur plusieurs de ses projets, dont Danger : Diabolik ! (1966), La Baie sanglante (1971) et Les Démons de la nuit (1977) (sur Les Démons de la nuit, Lamberto Bava est crédité en tant que scénariste et assistant réalisateur). Outre le travail qu'il a effectué avec son père, Lamberto a également contribué à la réalisation de films avec le réalisateur italien Ruggero Deodato, tels que Le Dernier Monde cannibale (1977) et Cannibal Holocaust (1979). En 1978, Lamberto et Mario poursuivent leur travail en commun avec une véritable coréalisation dans La Vénus d'Ille, un téléfilm qui fait partie de I giochi del diavolo (it), une série télévisée qui réunit six histoires adaptées de la littérature fantastique du XIXe siècle. La Venus d'Ille est adapté de la nouvelle homonyme de Prosper Mérimée et diffusée sur Rai 1 le 27 mars 1981.

### Réalisations au cinéma du début des années 1980
Une rencontre avec le réalisateur Pupi Avati amène Bava à réaliser son propre long métrage Baiser macabre en 1980, coécrit avec Pupi et Antonio Avati. Le film met en scène Bernice Stegers dans le rôle de Jane, une femme qui a une liaison avec un homme (Stanko Molnar), qui meurt. Après sa mort, Jane conserve sa tête coupée dans son réfrigérateur et se livre à des actes sexuels avec la tête. Selon Lamberto Bava, après avoir vu Baiser macabre, Mario lui aurait dit : « Désormais, je peux mourir en paix ». Mario est effectivement décédé plus tard en 1980.
Après la sortie de Baiser macabre, Lamberto Bava travaille dans la publicité et continue d'écrire des scénarios pour d'éventuels projets cinématographiques. Il est approché par le réalisateur Dario Argento pour l'assister sur son giallo Ténèbres (1982), dans lequel Bava est crédité en tant qu'assistant réalisateur. En 1983, Lamberto Bava réalise son deuxième long métrage, le giallo La Maison de la terreur. Ce film est conçu à l'origine comme un téléfilm tourné en quatre segments de 25 minutes avec un très petit budget. Il met en scène Andrea Occhipinti (it) dans le rôle du compositeur de musique Bruno, un homme qui se retrouve impliqué dans une série de meurtres alors qu'il séjourne dans une villa isolée.
Les deux projets cinématographiques suivants de Bava appartiennent à des genres différents de ceux qu'il avait produits jusque-là dans le domaine du giallo et du film d'épouvante. Bava reçoit le scénario de Blastfighter, l'exécuteur, un film écrit à l'origine comme un remake du film australien Mad Max (1979), avec l'intention de le confier au réalisateur Lucio Fulci. Blastfighter, l'exécuteur met en scène Michael Sopkiw (en) dans le rôle de Tiger, un détective qui vient d'être libéré de prison pour avoir abattu l'homme qui avait tué sa femme. Tiger s'installe dans les bois avec sa fille où il est terrorisé par un groupe de voyous. Le film suivant de Lamberto, Le Monstre de l'océan rouge, est un film de science-fiction qui raconte l'histoire d'un requin mutant qui se livre à une folie meurtrière et de deux biologistes marins qui tentent de retrouver la créature pour l'arrêter.

### Réalisations à la télévision dès la fin des années 1980
En 1985, Lamberto Bava retrouve Dario Argento pour le film Démons, coécrit et produit par Argento, qui raconte l'histoire d'un cinéma qui propose des projections d'un film d'horreur sur invitation seulement. Dans le hall du cinéma, une jeune femme se fait griffer à travers un écran et se transforme en une créature hideuse qui attaque ensuite les autres spectateurs, propageant son infection démoniaque. Le film a bénéficié d'une suite, Démons 2, en 1986, avec peu ou prou la même équipe et les mêmes acteurs que pour le premier film. Démons 2 met en scène une émission de télévision qui provoque une épidémie de zombies dans un complexe d'appartements. La même année, Bava tourne le film Morirai a mezzanotte, qui raconte une série de meurtres similaires à ceux commis 15 ans plus tôt, bien que le meurtrier soit censé être mort dans un incendie. Bava fait une apparition dans le film en tant que photographe au début du film. Tout en travaillant sur Morirai a mezzanotte, Bava commence à préparer son prochain film, Sentences de mort (1987). Delerium met en vedette Serena Grandi dans le rôle de Gioia, un mannequin pour le magazine Pussycat. Les collègues de Gioia sont assassinés avec des moyens insolites, notamment des fourches et des abeilles, et des photos des cadavres sont envoyés par courrier à Gioia de la part du meurtrier.
Bava revient à la télévision en réalisant plusieurs épisodes d'une série de films d'une heure produits par Dario Argento, Turno di notte : È di moda la morte, Heavy Metal, Buona fine e miglior principio, Giubbetto rosso, Il bambino rapito et Babbo Natale. En juillet 1986, la société Reteitalia annonce qu'elle réalisera de nouveaux téléfilms pour une série intitulée Brivido giallo, sous la direction de Bava. Les films ont été tournés entre 1987 et 1988, et la série, qui devait initialement comporter cinq téléfilms, en a finalement compté quatre. Le premier, L'Antichambre de l'enfer, a été présenté au Festival du film de Sitges en 1987 et L'Auberge de la vengeance est sorti en vidéo amateur en Allemagne plus d'un an avant sa diffusion télévisée en Italie en 1989,,. Les autres films de la série sont La Maison de l'ogre et Le Château de Yurek,.
La série Brivido giallo n'est pas populaire auprès des critiques et du public, ce qui conduit Bava à réaliser les téléfilms suivants d'une série intitulée Alta tensione, qui sont tournés entre 1988 et 1989 et ne sortent qu'en 1992 sur La Cinq en France et en 1999 en Italie sur le réseau Mediaset ; un téléfilm réalisé à l'époque pour la série ne sort qu'en 2007 sur la chaîne satellitaire Fantasy TV. Bava a également réalisé un remake du film de son père Masque du démon (190) pour la série télévisée européenne Sabbat, intitulé Le Masque de Satan, dont l'avant-première a eu lieu en juin 1990 au Fantafestival de Rome,. Bava entame ensuite les années 1990 avec la série La Caverne de la rose d'or, inspirée des contes de fées, qui sera couronné de succès et suivi de nombreuses suites. Dans le même temps, il réalise Alta tensione, une collection de quatre téléfilms giallo (Témoin oculaire, L'Homme qui ne voulait pas mourir, Le Jeu du diable et Le Maître de la terreur) qui seront diffusés en 1992 sur La Cinq dans le cadre du programme Super Polar, puis rediffusés sur M6 les années suivantes.

### Les séries de fantasy dans les années 1990
En 1992, Bava réalise le film Body Puzzle, avec Joanna Pacuła, qui apprend que son défunt mari Abe avait un amant nommé Tim Bell. Lorsque Tim apprend qu'Abe était un donneur d'organes, il commence à tuer des gens pour le reconstruire. Bava a également travaillé pour la télévision. En 1991, il réalise La Caverne de la rose d'or, une mini-série télévisée influencée par des films tels que Legend (1985), Willow (1988) et Ladyhawke, la femme de la nuit (1985). La série s'adresse davantage à un public familial que les œuvres précédentes de Bava et la violence y est réduite au minimum. La série s'achève en 1997 avec huit longs épisodes.
D'autres séries télévisées fantastiques réalisées par Lamberto Bava sont Desideria et le Prince rebelle (1995), La Légende d'Aliséa (1996) et La Princesse et le Pauvre (1997), dans lesquelles des visages connus du petit écran comme Anna Falchi, Raz Degan, Lorenzo Crespi et Valeria Marini jouent aux côtés d'acteurs chevronnés comme Franco Nero, Christopher Lee et Max von Sydow.
Bava a également produit pour Rai 1 en 1998 la mini-série télévisée L'Éléphant blanc, réalisée par Gianfranco Albano d'après le roman La Ville du roi lépreux d'Emilio Salgari. En 1999, il réalise la mini-série d'aventures Caraibi, avec Mario Adorf et Remo Girone, et en 2000 la mini-série policière L'impero avec Claudio Amendola et Claudia Koll.

### Poursuite de carrière auXXIesiècle

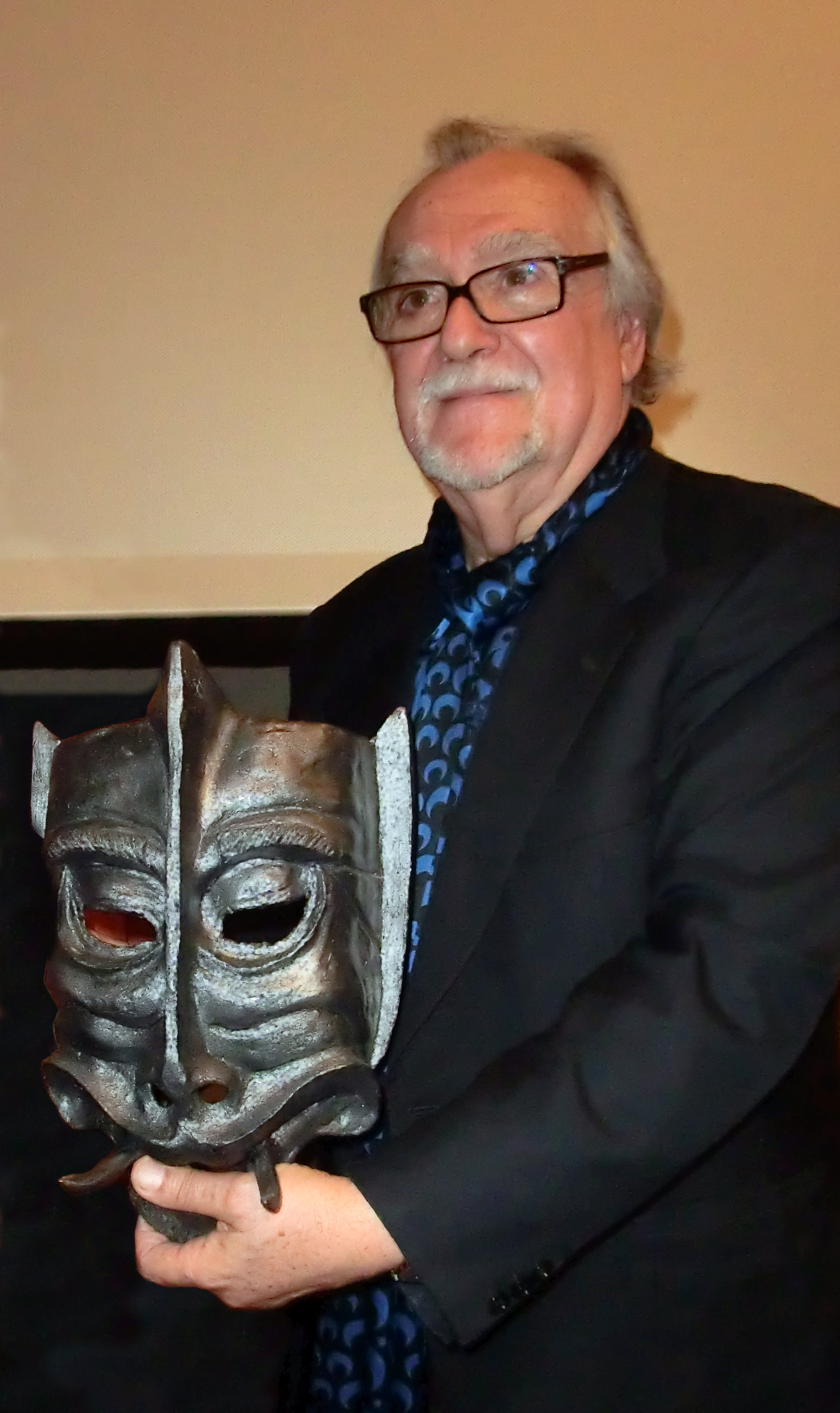
Lamberto Bava à Sanremo en 2013.

En 2002, il a produit pour Raro Video la réédition en DVD de Les Chiens enragés, un poliziottesco tourné par son père Mario Bava en 1974 mais jamais distribué en raison de la faillite de la société de production. Sur la base du scénario original, il a réédité le film, avec quelques scènes ajoutées, un nouveau doublage, une nouvelle musique, afin que la réalisation soit aussi proche que possible des souhaits de son père. Le film sort sous le titre Kidnapped - Cani arrabbiati.
En 2006, il repasse derrière la caméra et réalise deux films : Ghost Son et The Torturer, qui sort directement en DVD. En 2010, il revient à la télévision sur les réseaux Mediaset, en réalisant trois films qui font partie du cycle 6 passi nel giallo (it). Le dernier épisode, Coupable d'infidélité, est diffusé en France en 2013.
En 2014, il fait ses débuts en tant qu'écrivain en publiant le roman d'horreur Solo per noi vampiri (litt. « Pour nous les vampires »). En 2018, il revient à la réalisation avec le giallo d'épouvante Twins avec Gérard Depardieu, qui est resté inachevé en post-production,. En 2018 sort le documentaire Bava Puzzle, il cinema fantastico di Lamberto Bava réalisé par Daniele Ceccarini et Paola Settimini, qui retrace sa carrière à travers les témoignages d'amis et de collaborateurs. En 2020, son deuxième roman Il terzo giorno (litt. « Le troisième jour ») est publié par Cut-up Edizioni.
En 2021, il reçoit le prix d'honneur au Heroes International Film Festival de Rome.
À l'automne 2022, il est l'un des trois membres du jury de la section « Crazies | Concorso » du 40e Festival du film de Turin, avec Carlos Vermut et Silvia Pezzopane.

## Filmographie

### Réalisateur

#### Cinéma
- 1980 : Baiser macabre (Macabro)
- 1983 : La Maison de la terreur (La casa con la scala nel buio)
- 1984 : Le Monstre de l'océan rouge ou Apocalypse dans l'océan rouge (Shark - Rosso nell'oceano)
- 1984 : Blastfighter, l'exécuteur (Blastfighter)
- 1985 : Démons (Dèmoni)
- 1985 : Morirai a mezzanotte
- 1986 : Démons 2 (Dèmoni 2... L'incubo ritorna)
- 1987 : Sentences de mort (Le foto di Gioia)
- 1992 : Body Puzzle (Misteria)
- 2005 : The Torturer
- 2006 : Ghost Son
- 2018 : Twins (film inachevé[21],[17])

#### Télévision
- 1979 : La Vénus d'Ille (La Venere d'Ille) coréalisé avec son Mario Bava
- 1987 : Série Turno di notte coréalisé avec Luigi Cozzi
  - È di moda la morte
  - Heavy Metal
  - Buona fine e miglior principio
  - Giubbetto rosso
  - Il bambino rapito
  - Babbo Natale
- 1988 : Série Brivido giallo
  - L'Antichambre de l'enfer (Una notte al cimitero)
  - L'Auberge de la vengeance ou Deux Amants diaboliques (Per sempre)
  - La Maison de l'ogre (La casa dell'orco)
  - Le Château de Yurek (A cena col vampiro)
- 1990 : Série Sabbat (Sabbath)
  - Le Masque de Satan (La maschera del demonio)
- 1992 : Série Super Polar (Alta tensione)
  - Témoin oculaire (Testimone oculare)
  - L'Homme qui ne voulait pas mourir (L'uomo che non voleva morire)
  - Le Jeu du diable (Il gioko)
  - Le Maître de la terreur (Il maestro del terrore)
- Série La Caverne de la rose d'or (Fantaghirò)
  - 1991 : La Caverne de la rose d'or : La Princesse rebelle (Fantaghirò)
  - 1992 : La Caverne de la rose d'or : La Sorcière noire (Fantaghirò 2)
  - 1993 : La Caverne de la rose d'or : La Reine des ténèbres (Fantaghirò 3)
  - 1994 : La Caverne de la rose d'or : L'Empereur du mal (Fantaghirò 4)
  - 1996 :  La Caverne de la rose d'or : Le Retour de Fantagaro (Fantaghirò 5)
- 1994 : Desideria et le Prince rebelle (Desideria e l'anello del drago)
- 1996 : La Légende d'Aliséa (Sorellina e il principe del sogno)
- 1997 : La Princesse et le Pauvre (La principessa e il povero)
- 1998 : Caraibi
- 2001 : L'impero
- 2012 : Série Sei passi nel giallo (it)
  - Presagi
  - Vite in ostaggio
  - Coupable d'infidélité (Omicidio su misura)

### Assistant-réalisateur
- 1964 : Arizona Bill (La strada per Fort Alamo) de Mario Bava
- 1965 : La Planète des vampires (Terrore nello spazio) de Mario Bava
- 1966 : Les Dollars du Nebraska (Ringo del Nebraska) de Mario Bava
- 1966 : L'Espion qui venait du surgelé (Le spie vengono dal semifreddo) de Mario Bava
- 1966 : Opération peur (Operazione paura) de Mario Bava
- 1968 : Danger : Diabolik ! (Diabolik) de Mario Bava
- 1968 : L'Odyssée (Odissea) de Franco Rossi, Piero Schivazappa et Mario Bava
- 1970 : Deux trouillards en vadrouille (Io non scappo... fuggo) de Francesco Prosperi
- 1970 : Une hache pour la lune de miel (Il rosso segno della follia) de Mario Bava
- 1970 : Roy Colt et Winchester Jack (Roy Colt e Winchester Jack) de Mario Bava
- 1971 : La Baie sanglante (Reazione a catena) de Mario Bava
- 1972 : Les Pages galantes de l'Arétin (Le notti peccaminose di Pietro l'Aretino) de Manlio Scarpelli
- 1972 : La gatta in calore de Nello Rossati
- 1972 : Pugni, pirati e karatè de Joe D'Amato
- 1972 : Baron vampire (Gli orrori del castello di Norimberga) de Mario Bava
- 1972 : Une nuit mouvementée (Quante volte... quella notte) de Mario Bava
- 1973 : Lisa et le Diable (Lisa e il diavolo) de Mario Bava
- 1974 : Les Chiens enragés (Cani arrabbiati) de Mario Bava
- 1974 : Il bacio de Mario Lanfranchi
- 1977 : Les Démons de la nuit (Schock) de Mario Bava
- 1977 : Le Dernier Monde cannibale (Ultimo mondo cannibale) de Ruggero Deodato
- 1978 : Le Dernier Souffle (L'ultimo sapore dell'aria) de Ruggero Deodato
- 1980 : Cannibal Holocaust de Ruggero Deodato
- 1980 : Inferno de Dario Argento
- 1982 : Ténèbres (Tenebre) de Dario Argento

### Scénariste
- 1975 : Ondata di piacere de Ruggero Deodato
- 1977 : Les Démons de la nuit (Schock) de Mario Bava
- 1980 : Baiser macabre (Macabro) de lui-même
- 1985 : Démons (Dèmoni) de lui-même
- 1986 : Démons 2 (Dèmoni 2: L'incubo ritorna) de lui-même
- 1988 : Sanctuaire (La chiesa) de Michele Soavi

### Acteur
- 1972 : Baron vampire (Gli orrori del castello di Norimberga) de Mario Bava : l'homme à l'aéroport
- 1977 : Les Démons de la nuit (Schock) de Mario Bava : le déménageur / le passage de l'avion
- 1980 : Inferno de Dario Argento : un piéton
- 1982 : Ténèbres (Tenebre) de Dario Argento : le réparateur de l'ascenseur
- 1985 : Démons (Dèmoni) de lui-même : le premier homme qui sort du métro
- 1985 : Morirai a mezzanotte de lui-même : le photographe de police
- 1986 : Démons 2 (Dèmoni 2... L'incubo ritorna) de lui-même : le père de Sally
- 1987 : Turno di notte de lui-même et Luigi Cozzi
- 1988 : L'Antichambre de l'enfer (Una notte al cimitero) de lui-même : le commerçant
- 1992 : Témoin oculaire (Testimone oculare) de lui-même : le réceptionniste
- 2009 : L'ispettore Coliandro de Carlo Lucarelli : le questeur
- 2023 : Dario Argento Panico de Simone Scafidi